# Phyteuma ovatum
ll raponzolo plumbeo (nome scientifico Phyteuma ovatum Honck., 1782) è una pianta erbacea perenne appartenente alla famiglia delle Campanulaceae.

## Etimologia
Il nome generico (Phyteuma), utilizzato per la prima volta da Dioscoride (Anazarbe, 40 circa – 90 circa) medico, botanico e farmacista greco antico che esercitò a Roma ai tempi dell'imperatore Nerone, deriva dalla parola greca "phyto" (= pianta) e significa: "ciò che è piantato", mentre L'epiteto specifico (ovatum) è stato dato in riferimento alla forma dell'infiorescenza.
Il nome scientifico di questa pianta è stato definito per la prima volta dal botanico germanico Gerhard August Honckeny (1724-1805) nella pubblicazione "Verzeichn. Gewachse Teutschl. i. 653 (1782)" del 1782.

## Descrizione

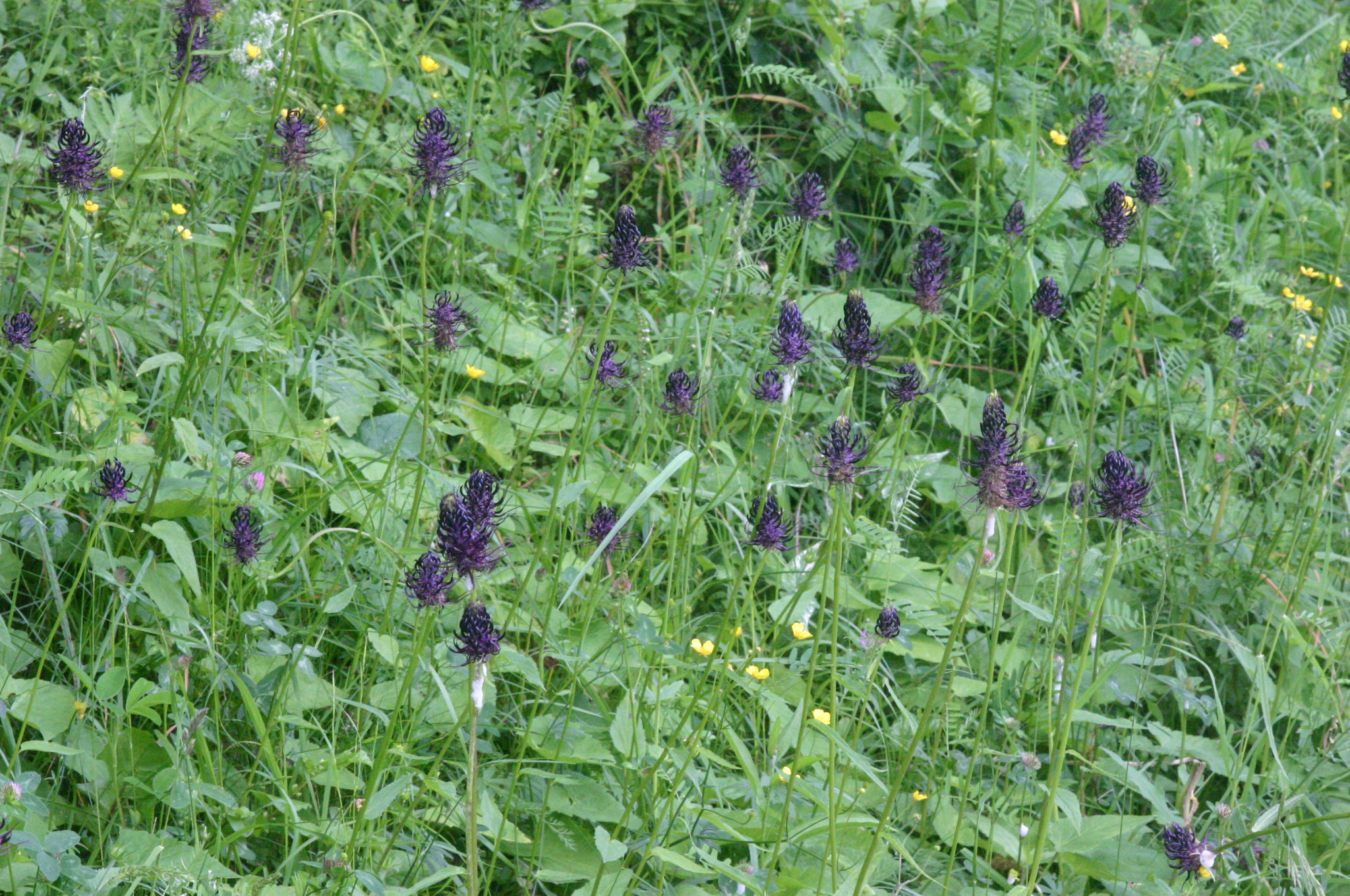
Portamento e habitat

Queste piante arrivano al massimo ad una altezza di 4 - 8 dm. La forma biologica è emicriptofita scaposa (H scap), ossia in generale sono piante erbacee, a ciclo biologico perenne, con gemme svernanti al livello del suolo e protette dalla lettiera o dalla neve e sono dotate di un asse fiorale eretto e spesso privo di foglie. Gli scapi sono semplici e indivisi. Queste piante contengono lattice.

### Radici
Le radici sono secondarie da rizoma.

### Fusto
- Parte ipogea: la parte sotterranea è un rizoma ingrossato.
- Parte epigea: la parte aerea del fusto è eretta con superficie glabra e sezione angolosa.

### Foglie

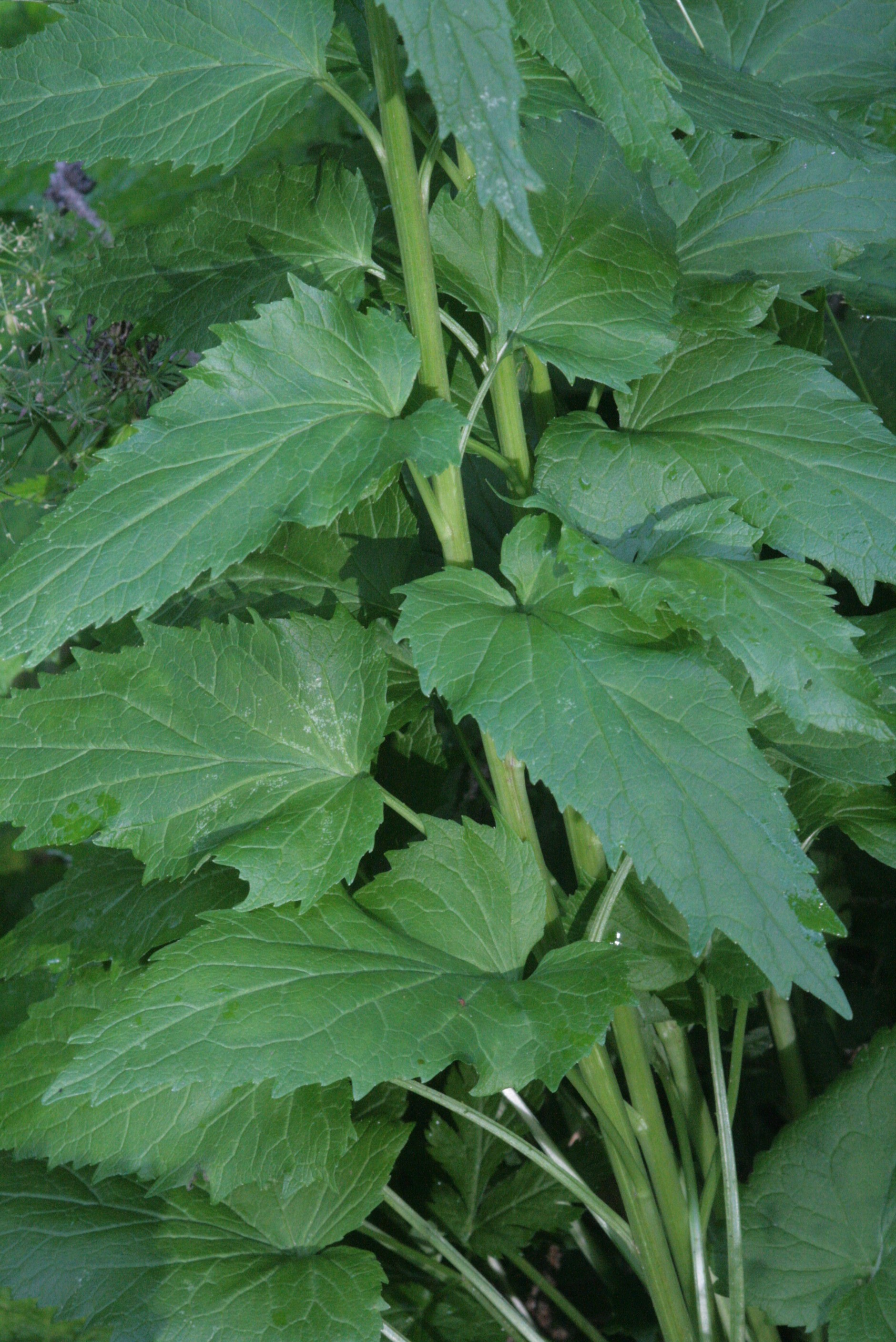
Le foglie cauline

Le foglie sono sia basali che cauline. Il picciolo delle foglie basali è lungo 5 – 15 cm; la lamina ha un contorno triangolare-sagittato con apice acuminato e base cuoriforme con lobi allargati e formanti un angolo ottuso; i margini sono doppiamente seghettati. Le foglie basali sono 1,2 - 1,5 volte più lunghe che larghe. La lamina delle foglie cauline ha un contorno triangolare, sono progressivamente subsessili e più ristrette alla base.

### Infiorescenza

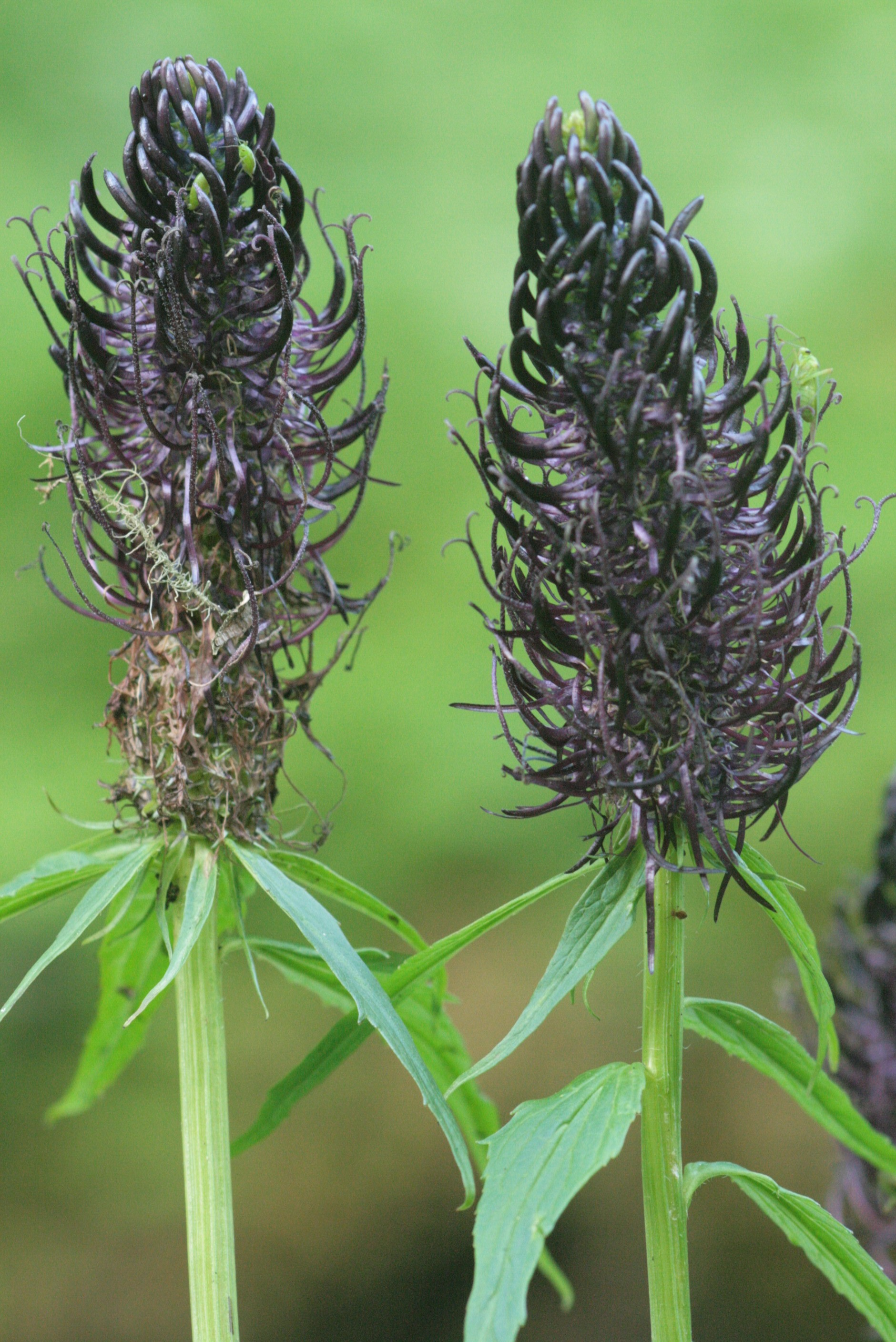
Infiorescenza

Le infiorescenze sono composte da diversi fiori disposti a forma di spiga ovale. Dopo l'antesi acquista una forma più cilindrica (2 x 10 cm). La spiga è sottesa da alcune brattee dal contorno lanceolato-lineare a portamento patente o riflesso con bordi dentellati. Dimensione delle brattee: larghezza 1 cm; lunghezza 5 – 7 cm.

### Fiore
I fiori tetra-ciclici, ossia sono presenti 4 verticilli: calice – corolla – androceo – gineceo (in questo caso il perianzio è ben distinto tra calice e corolla) e pentameri (ogni verticillo ha 5 elementi). I fiori sono gamopetali, ermafroditi e attinomorfi.
- Formula fiorale: per questa pianta viene indicata la seguente formula fiorale:

K (5), C (5), A (5), G (2-5), infero, capsula
- Calice: il calice è un tubo campanulato, saldato all'ovario; i sepali sono 5 uniti a portamento patente.
- Corolla: la corolla con 5 lobi uniti all'apice, è colorata di azzurro-violetto. La corolla all'inizio (e prima) dell'antesi è arcuata.
- Androceo: gli stami sono 5 con antere libere (ossia saldate solamente alla base) e filamenti sottili ma membranosi (barbati di bianco) alla base. La deiscenza delle antere è longitudinale. Il polline è 4-porato e spinuloso (esina irta di punti). Gli stami sporgono dalle aperture.
- Gineceo: lo stilo è unico con 2 stigmi.  L'ovario è infero, 2-3-loculare con placentazione assile (centrale), formato da 3 carpelli (ovario sincarpico). Lo stilo, sporgente dalla corolla, possiede dei peli per raccogliere il polline. Le superfici stigmatiche sono posizionate sulla faccia superiore degli stigmi.
- Fioritura: da giugno ad agosto.

### Frutti
I frutti sono delle capsule poricide 3-loculari; la deiscenza avviene tramite 2 - 3 pori situati nella parte laterale. I semi sono molto numerosi, minuti e lisci.

## Riproduzione
- Impollinazione: l'impollinazione avviene tramite insetti (impollinazione entomogama con api e farfalle anche notturne). In queste piante è presente un particolare meccanismo a "pistone": le antere formano un tubo nel quale viene rilasciato il polline raccolto successivamente dai peli dallo stilo che nel frattempo si accresce e porta il polline verso l'esterno.[9]
- Riproduzione: la fecondazione avviene fondamentalmente tramite l'impollinazione dei fiori (vedi sopra).
- Dispersione: i semi cadendo a terra (dopo essere stati trasportati per alcuni metri dal vento, essendo molto minuti e leggeri – disseminazione anemocora) sono successivamente dispersi soprattutto da insetti tipo formiche (disseminazione mirmecoria).

## Distribuzione e habitat

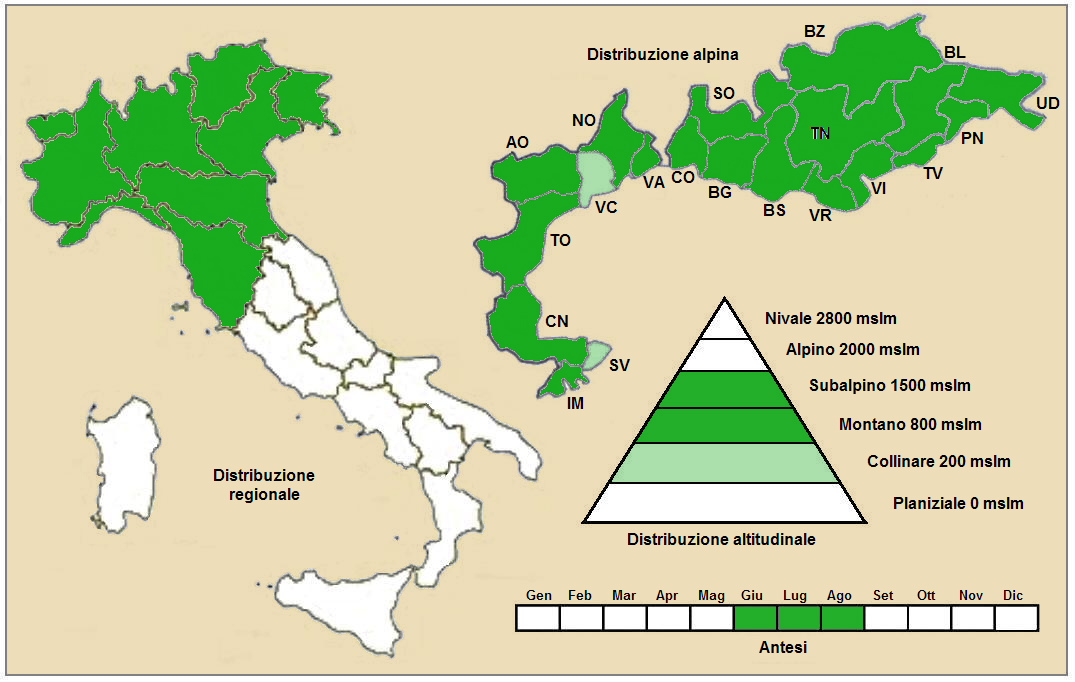
Distribuzione della pianta
(Distribuzione regionale – Distribuzione alpina)

- Geoelemento: il tipo corologico (area di origine) è Orofita - Sud Europeo.
- Distribuzione: in Italia si trova comunemente al Nord (Alpi). Fuori dall'Italia, sempre nelle Alpi, questa specie si trova in Francia, Svizzera, Austria (Länder del Vorarlberg, Tirolo Settentrionale, Tirolo Orientale e Carinzia) e Slovenia. Sugli altri rilievi europei collegati alle Alpi si trova nel Massiccio Centrale, Pirenei e Alpi Dinariche.[12]
- Habitat: l'habitat tipico per questa pianta sono i prati e i pascoli, i cespuglieti e i boschi chiari; ma anche i margini erbacei, i megaforbieti e i popolamenti a felci. Il substrato preferito è calcareo ma anche calcareo/siliceo con pH neutro, alti valori nutrizionali del terreno che deve essere umido.[12]
- Distribuzione altitudinale: sui rilievi queste piante si possono trovare da 1000 fino a 2300 m s.l.m. (raramente scende fino a 300 m s.l.m.); frequentano quindi i seguenti piani vegetazionali: montano e subalpino, e in parte quello collinare.

### Fitosociologia
Dal punto di vista fitosociologico Phyteuma ovatum appartiene alla seguente comunità vegetale:
Formazione: delle comunità delle macro- e megaforbie terrestri
Classe: Mulgedio-Aconitetea
Ordine: Calamgrostietalia villosae
Alleanza: Adenostylion

## Tassonomia
La famiglia di appartenenza del Phyteuma ovatum (Campanulaceae) è relativamente numerosa con 89 generi per oltre 2000 specie (sul territorio italiano si contano una dozzina di generi per un totale di circa 100 specie); comprende erbacee ma anche arbusti, distribuiti in tutto il mondo, ma soprattutto nelle zone temperate. Il genere di questa voce appartiene alla sottofamiglia Campanuloideae (una delle cinque sottofamiglie nella quale è stata suddivisa la famiglia Campanulaceae) e comprende una trentina di specie 16 delle quali sono presenti sul territorio italiano. 

Il Sistema Cronquist assegna il genere Phyteuma alla famiglia delle Campanulaceae e all'ordine delle Campanulales mentre la moderna classificazione APG la colloca nell'ordine delle Asterales (stessa famiglia). Sempre in base alla classificazione APG sono cambiati anche i livelli superiori (vedi tabella all'inizio a destra).

### Variabilità
Questa specie è variabile nella lunghezza delle foglie, nel colore e lunghezza della corolla, nella disposizione dei lobi alla base della foglie (ravvicinati o sovrapposti). Pignatti nella "Flora d'Italia" descrive due sottospecie (non riconosciute da tutte le checklist):
- subsp. ovatum: la lamina delle foglie è breve e larga (dimensione delle foglie: larghezza 4 – 6 cm; lunghezza 5 – 8 cm); la corolla è colorata di violetto-nerastro ed è lunga 15 mm. È la stirpe più comune e si trova soprattutto nelle Alpi.
- subsp. pseudospicatum Pign.: la lamina delle foglie è allarga (dimensione delle foglie: larghezza 5 – 6 cm; lunghezza 7,5 – 9 cm); la corolla è colorata di bianco-giallastro ed è lunga 10 mm. Si trova nell'Appennino Tosco-Emiliano.

### Sinonimi
Questa entità ha avuto nel tempo diverse nomenclature. L'elenco seguente indica alcuni tra i sinonimi più frequenti:
- Phyteuma alpestre (Godr.) Prain
- Phyteuma halleri  All.
- Phyteuma halleri f. brevibracteatum  Rich.Schulz
- Phyteuma halleri var. caerulescens  Bonnet
- Phyteuma halleri var. coeruleum  Rich.Schulz
- Phyteuma halleri var. cordifolium  Rich.Schulz
- Phyteuma halleri var. glabriflora  Rouy
- Phyteuma halleri f. longibracteatum  Rich.Schulz
- Phyteuma halleri f. macrophyllum  Rich.Schulz
- Phyteuma halleri f. microphyllum  Rich.Schulz
- Phyteuma halleri f. pilosum  Rich.Schulz
- Phyteuma halleri var. pseudonigrum  Murr
- Phyteuma halleri f. pubescens  Rich.Schulz
- Phyteuma halleri f. silvaticum  Rich.Schulz
- Phyteuma halleri f. umbrosum  Rich.Schulz
- Phyteuma ovale  Hoppe
- Phyteuma spicatum subsp. alpestre  (Godr.) Kerguélen
- Phyteuma spicatum var. alpestre  Godr.
- Phyteuma spicatum var. rapunculus  Pers.
- Phyteuma urticifolium  Clairv.

### Specie simili
Le seguenti specie dello stesso genere, con distribuzione alpina, possono essere confuse con quella di questa voce (sono indicati alcuni caratteri utili a distinguere una specie dall'altra):
- Phyteuma spicatum L. - Raponzolo spigato: la lamina delle foglie ha una forma ovato-cuoriforme con bordi appena dentati; la corolla è bianca, gialla o screziata di violetto; gli stigmi sono 2. Si trova su tutto l'arco alpino.
- Phyteuma ovatum Honck.  - Raponzolo ovato: la lamina delle foglie ha una forma ovato-cuoriforme con bordi profondamente seghettati; la corolla è violaceo-nerastra; gli stigmi sono 2. Si trova su tutto l'arco alpino.
- Phyteuma persicifolium Hoppe - Raponzolo di Zahlbruckner: la lamina delle foglie ha una forma lanceolato-lineare con base tronca; le foglie basali formano una rosetta; la superficie delle foglie è glabra; gli stigmi sono 2/3. Si trova nelle Alpi Orientali.
- Phyteuma betonicifolium Vill. - Raponzolo con foglie di betonica: la lamina delle foglie ha una forma lanceolato-lineare con base cuoriforme; le foglie basali formano una rosetta; la superficie delle foglie è pubescente; gli stigmi sono 2. Si trova su tutto l'arco alpino.
- Phyteuma scorzonerifolium Vill. - Raponzolo a foglie di scorzonera: la lamina delle foglie ha una forma lanceolato-lineare; le foglie basali non formano una rosetta; la superficie delle foglie è glabra; l'infiorescenza è una spiga cilindrica; gli stigmi sono 2. Si trova nelle Alpi Occidentali.
- Phyteuma michelii All. - Raponzolo di Micheli: la lamina delle foglie ha una forma lanceolato-lineare; le foglie basali non formano una rosetta; la superficie delle foglie è cigliata; l'infiorescenza è una spiga ovoide; gli stigmi sono 2. Si trova nelle Alpi Occidentali.

## Altre notizie
Il raponzolo ovato in altre lingue è chiamato nei seguenti modi:
- (DE)  Hallers Rapunzel
- (FR)  Raiponce ovoide